# Xassengue
Xassengue – miasto w Angoli, w prowincji Lunda Południowa.